# Élections municipales de 2009 en Gaspésie–Îles-de-la-Madeleine
Les élections municipales québécoises de 2009 se déroulent le 1er novembre 2009. Elles permettent d'élire les maires et les conseillers de chacune des municipalités locales du Québec, ainsi que les préfets de quelques municipalités régionales de comté.

## Gaspésie–Îles-de-la-Madeleine

### Bonaventure
| Candidats pour la mairie  | Vote            | %               |
| ------------------------- | --------------- | --------------- |
| Serge Arsenault (Sortant) | Sans opposition | Sans opposition |

### Cap-Chat
| Candidats pour la mairie       | Vote | %    |
| ------------------------------ | ---- | ---- |
| Judes Landry (Sortant)         | 651  | 51,7 |
| Rodrigue Roy                   | 608  | 48,3 |
| Taux de participation : 56,7 % |      |      |

### Caplan
| Candidats pour la mairie     | Vote            | %               |
| ---------------------------- | --------------- | --------------- |
| Doris Boissonnault (Sortant) | Sans opposition | Sans opposition |

### Carleton-sur-Mer
| Candidats pour la mairie       | Vote  | %    |
| ------------------------------ | ----- | ---- |
| Denis Henry                    | 1 520 | 70,8 |
| Jean-Eudes Boudreau            | 626   | 29,2 |
| Taux de participation : 63,8 % |       |      |

### Cascapédia–Saint-Jules
| Candidats pour la mairie | Vote            | %               |
| ------------------------ | --------------- | --------------- |
| Pat St-Onge (Sortant)    | Sans opposition | Sans opposition |

### Chandler
| Candidats pour la mairie       | Vote  | %    |
| ------------------------------ | ----- | ---- |
| Louisette Langlois             | 1 896 | 43,5 |
| Claude Cyr (Sortant)           | 1 744 | 40,1 |
| Luc Legresley                  | 714   | 16,4 |
| Taux de participation : 67,7 % |       |      |

### Cloridorme
| Candidats pour la mairie       | Vote | %    |
| ------------------------------ | ---- | ---- |
| Jocelyne Huet (Sortante)       | 389  | 72,0 |
| Marc Caron                     | 151  | 28,0 |
| Taux de participation : 76,2 % |      |      |

### Escuminac
| Candidats pour la mairie       | Vote | %    |
| ------------------------------ | ---- | ---- |
| Bertrand Berger (Sortant)      | 248  | 71,3 |
| Dee Anne Deschamps-McNally     | 100  | 28,7 |
| Taux de participation : 66,5 % |      |      |

### Gaspé
| Candidats pour la mairie  | Vote            | %               |
| ------------------------- | --------------- | --------------- |
| François Roussy (Sortant) | Sans opposition | Sans opposition |

### Grande-Rivière
| Candidats pour la mairie       | Vote | %    |
| ------------------------------ | ---- | ---- |
| Bernard Stevens                | 947  | 48,1 |
| Gino Cyr                       | 579  | 29,4 |
| Edmond Sirois                  | 195  | 9,9  |
| Louis Le Bouthillier           | 126  | 6,4  |
| Délima Cyr                     | 123  | 6,2  |
| Taux de participation : 68,7 % |      |      |

### Grande-Vallée
| Candidats pour la mairie       | Vote | %    |
| ------------------------------ | ---- | ---- |
| Nathalie Côté                  | 439  | 54,6 |
| Gabriel Minville (Sortant)     | 365  | 45,4 |
| Taux de participation : 85,5 % |      |      |

### Grosse-Île
| Candidats pour la mairie | Vote            | %               |
| ------------------------ | --------------- | --------------- |
| Rose Elmonde Clarke      | Sans opposition | Sans opposition |

### Hope
| Candidats pour la mairie       | Vote | %    |
| ------------------------------ | ---- | ---- |
| Hazen Whittom (Sortant)        | 419  | 81,5 |
| Alain Lebrasseur               | 95   | 18,5 |
| Taux de participation : 75,4 % |      |      |

### La Martre
| Candidats pour la mairie       | Vote | %    |
| ------------------------------ | ---- | ---- |
| Claudette Robinson             | 95   | 55,6 |
| Michel Laperle                 | 76   | 44,4 |
| Taux de participation : 72,0 % |      |      |

### L'Ascension-de-Patapédia
| Candidats pour la mairie | Vote            | %               |
| ------------------------ | --------------- | --------------- |
| Rémi Gallant (Sortant)   | Sans opposition | Sans opposition |

### Les Îles-de-la-Madeleine
| Candidats pour la mairie | Vote            | %               |
| ------------------------ | --------------- | --------------- |
| Joël Arseneau (Sortant)  | Sans opposition | Sans opposition |

### Maria
| Candidats pour la mairie | Vote            | %               |
| ------------------------ | --------------- | --------------- |
| Normand Audet (Sortant)  | Sans opposition | Sans opposition |

### Marsoui
| Candidats pour la mairie       | Vote | %    |
| ------------------------------ | ---- | ---- |
| Jovette Gasse (Sortante)       | 156  | 64,5 |
| Denis Paquette                 | 62   | 25,6 |
| Denise Lapointe                | 24   | 9,9  |
| Taux de participation : 80,1 % |      |      |

### Matapédia
| Candidats pour la mairie | Vote            | %               |
| ------------------------ | --------------- | --------------- |
| Louis Michaud (Sortant)  | Sans opposition | Sans opposition |

### Mont-Saint-Pierre
| Candidats pour la mairie          | Vote            | %               |
| --------------------------------- | --------------- | --------------- |
| Jean-Sébastien Cloutier (Sortant) | Sans opposition | Sans opposition |

### Murdochville
| Candidats pour la mairie          | Vote            | %               |
| --------------------------------- | --------------- | --------------- |
| Délisca Ritchie Roussy (Sortante) | Sans opposition | Sans opposition |

### New Carlisle
| Candidats pour la mairie       | Vote | %    |
| ------------------------------ | ---- | ---- |
| Cyrus Journeau (Sortante)      | 404  | 50,1 |
| Francis V. Moran               | 402  | 49,9 |
| Taux de participation : 62,4 % |      |      |

### New Richmond
| Candidats pour la mairie  | Vote            | %               |
| ------------------------- | --------------- | --------------- |
| Nicole Appleby (Sortante) | Sans opposition | Sans opposition |

### Nouvelle
| Candidats pour la mairie | Vote            | %               |
| ------------------------ | --------------- | --------------- |
| Richard St-Laurent       | Sans opposition | Sans opposition |

### Paspébiac
| Candidats pour la mairie       | Vote  | %    |
| ------------------------------ | ----- | ---- |
| Gino Lebrasseur (Sortante)     | 1 003 | 55,0 |
| Paul Lamarre                   | 833   | 45,0 |
| Taux de participation : 64,3 % |       |      |

### Percé
| Candidats pour la mairie       | Vote | %    |
| ------------------------------ | ---- | ---- |
| Bruno Cloutier                 | 953  | 52,9 |
| Denis Cain (Sortant)           | 850  | 47,1 |
| Taux de participation : 62,8 % |      |      |

### Petite-Vallée
| Candidats pour la mairie | Vote            | %               |
| ------------------------ | --------------- | --------------- |
| Rodrigue Brousseau       | Sans opposition | Sans opposition |

### Pointe-à-la-Croix
| Candidats pour la mairie | Vote            | %               |
| ------------------------ | --------------- | --------------- |
| Jean-Paul Audy (Sortant) | Sans opposition | Sans opposition |

### Port-Daniel–Gascons
| Candidats pour la mairie       | Vote | %    |
| ------------------------------ | ---- | ---- |
| Maurice Anglehart              | 667  | 42,4 |
| Henri Grenier (Sortant)        | 503  | 32,0 |
| Jean-Pierre Blier              | 264  | 16,8 |
| Odule Langlois                 | 140  | 8,9  |
| Taux de participation : 72,6 % |      |      |

### Ristigouche-Partie-Sud-Est
| Candidats pour la mairie    | Vote            | %               |
| --------------------------- | --------------- | --------------- |
| Annette Sénéchal (Sortante) | Sans opposition | Sans opposition |

### Rivière-à-Claude
| Candidats pour la mairie | Vote            | %               |
| ------------------------ | --------------- | --------------- |
| Réjean Normand           | Sans opposition | Sans opposition |

### Saint-Alexis-de-Matapédia
| Candidats pour la mairie | Vote            | %               |
| ------------------------ | --------------- | --------------- |
| Guy Gallant (Sortant)    | Sans opposition | Sans opposition |

### Saint-Alphonse
| Candidats pour la mairie       | Vote | %    |
| ------------------------------ | ---- | ---- |
| Gérard Porlier (Sortant)       | 288  | 74,0 |
| Pierre Ouellette               | 101  | 26,0 |
| Taux de participation : 63,7 % |      |      |

### Saint-André-de-Restigouche
| Candidats pour la mairie   | Vote            | %               |
| -------------------------- | --------------- | --------------- |
| Doris Deschênes (Sortante) | Sans opposition | Sans opposition |

### Saint-François-d'Assise
| Candidats pour la mairie   | Vote            | %               |
| -------------------------- | --------------- | --------------- |
| Ghislain Michaud (Sortant) | Sans opposition | Sans opposition |

### Saint-Godefroi
| Candidats pour la mairie       | Vote | %    |
| ------------------------------ | ---- | ---- |
| Gérard-Raymond Blais (Sortant) | 168  | 56,4 |
| Chantal Castilloux             | 130  | 43,6 |
| Taux de participation : 81,0 % |      |      |

### Saint-Maxime-du-Mont-Louis
| Candidats pour la mairie         | Vote | %    |
| -------------------------------- | ---- | ---- |
| Michel Gagné                     | 274  | 38,9 |
| Paul-Hébert Bernatchez (Sortant) | 246  | 34,9 |
| Chantal Hébert Lapointe          | 184  | 26,1 |
| Taux de participation : 70,5 %   |      |      |

### Saint-Siméon
| Candidats pour la mairie   | Vote            | %               |
| -------------------------- | --------------- | --------------- |
| Jean-Guy Poirier (Sortant) | Sans opposition | Sans opposition |

### Sainte-Anne-des-Monts
| Candidats pour la mairie       | Vote  | %    |
| ------------------------------ | ----- | ---- |
| Micheline Pelletier (Sortante) | 1 773 | 60,7 |
| Adjutor (Petit) Vallée         | 1 146 | 39,3 |
| Taux de participation : 54,3 % |       |      |

### Sainte-Madeleine-de-la-Rivière-Madeleine
| Candidats pour la mairie       | Vote | %    |
| ------------------------------ | ---- | ---- |
| Joël Côté                      | 159  | 52,1 |
| James Patterson (Sortant)      | 130  | 42,6 |
| Marion Boucher                 | 16   | 5,2  |
| Taux de participation : 83,4 % |      |      |

### Sainte-Thérèse-de-Gaspé
| Candidats pour la mairie | Vote            | %               |
| ------------------------ | --------------- | --------------- |
| Léo Lelièvre (Sortant)   | Sans opposition | Sans opposition |

### Shigawake
| Candidats pour la mairie       | Vote | %    |
| ------------------------------ | ---- | ---- |
| Kenneth Duguay (Sortant)       | 126  | 50,8 |
| Jennifer Hayes                 | 122  | 49,2 |
| Taux de participation : 86,8 % |      |      |